# Anthony Frederick Augustus Sandys
Anthony Frederick Augustus Sandys (Norwich, 1 de maig de 1829 — Londres, 25 de juny de 1904) pintor, il·lustrador i delineant prerrafaelita britànic associat a l'època victoriana.
Els seus treballs se centraven en la mitologia i els retrats. El 1846 va assistir a la Norwich School of Design. El 1899 es va convertir en membre del Executive Committee of the International Society of Sculptors, Painters and Gravers. La seva germana Emma, també va ser una important artista.

## Obres destacades
- María Magdalena, 1860
- Helena de Troia, 1867
- Medea, 1868
- Isolda amb la poció d'amor, 1870

## Galeria

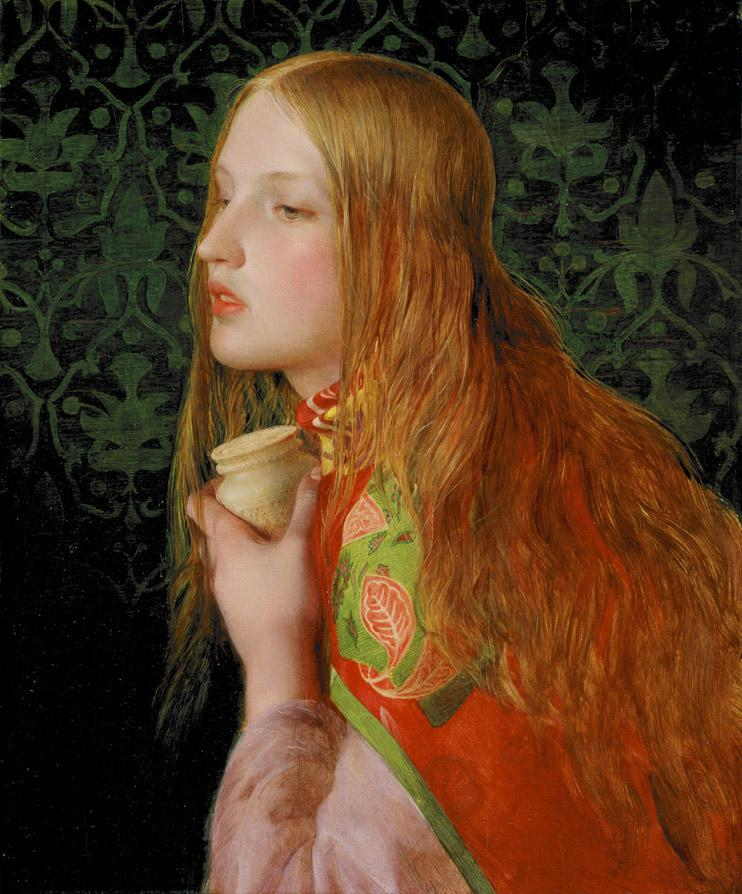
María Magdalena, Delaware Art Museum (circa 1858-60)
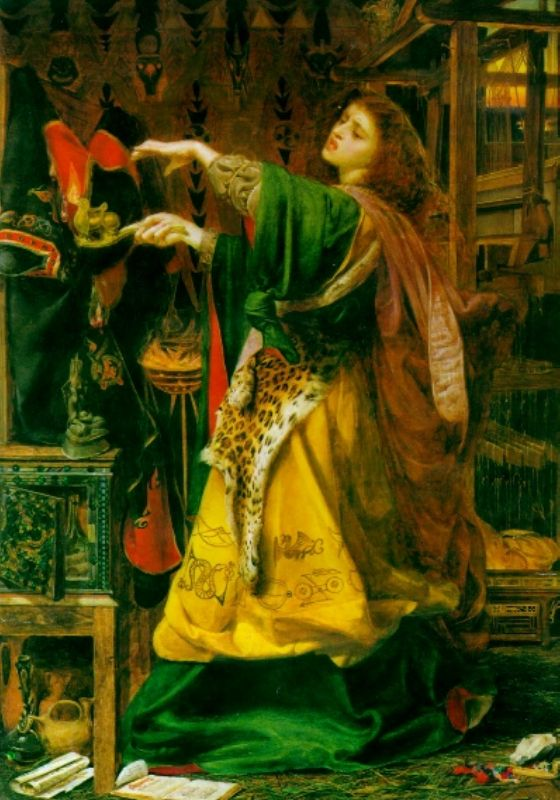
Morgana, 1864, Birmingham Museum & Art Gallery (1862)
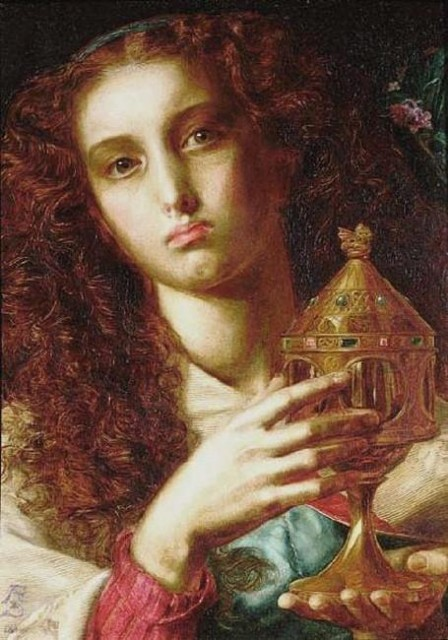
La filla del rei Pelle (1861).
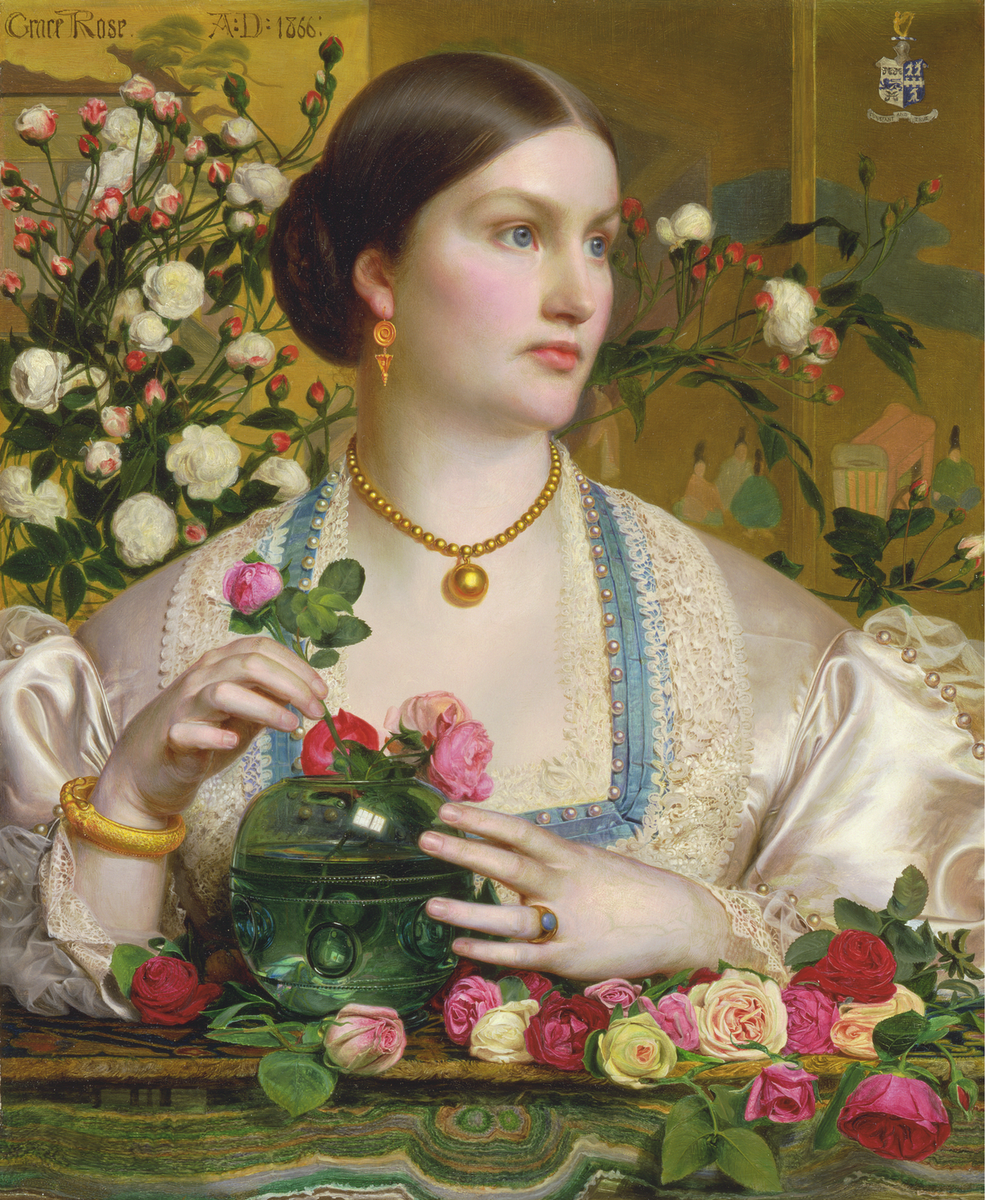
Grace Rose, 1866, Centre d'Art Britànic de Yale
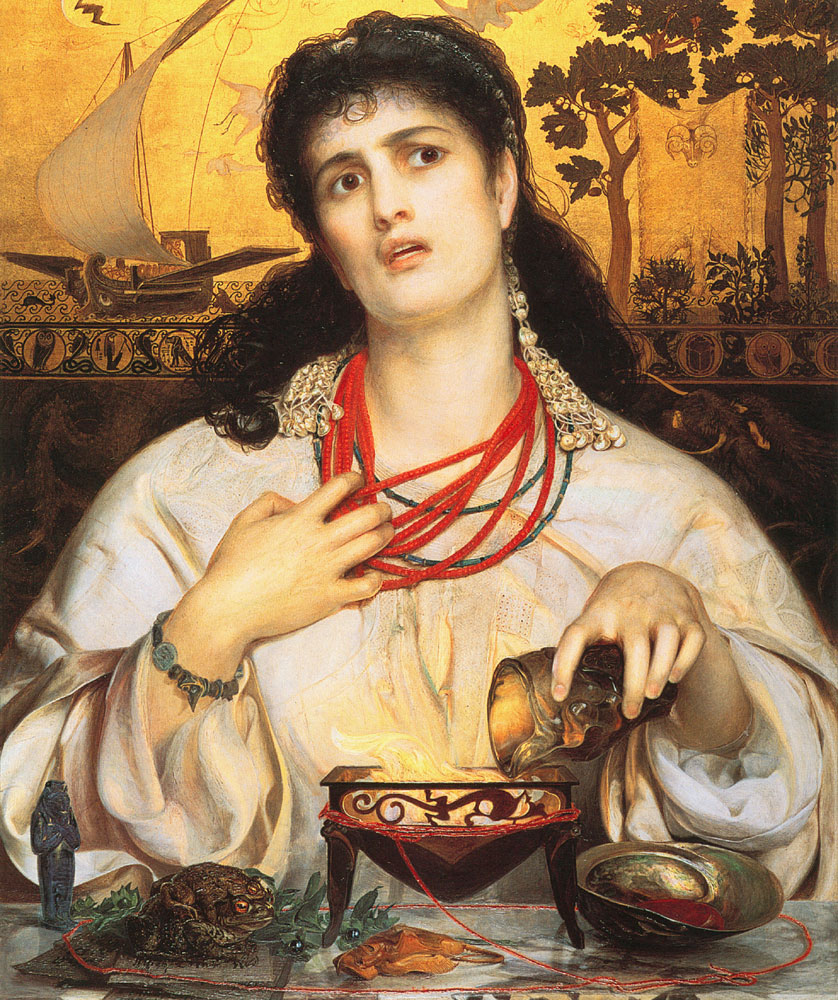
Medea, 1868.
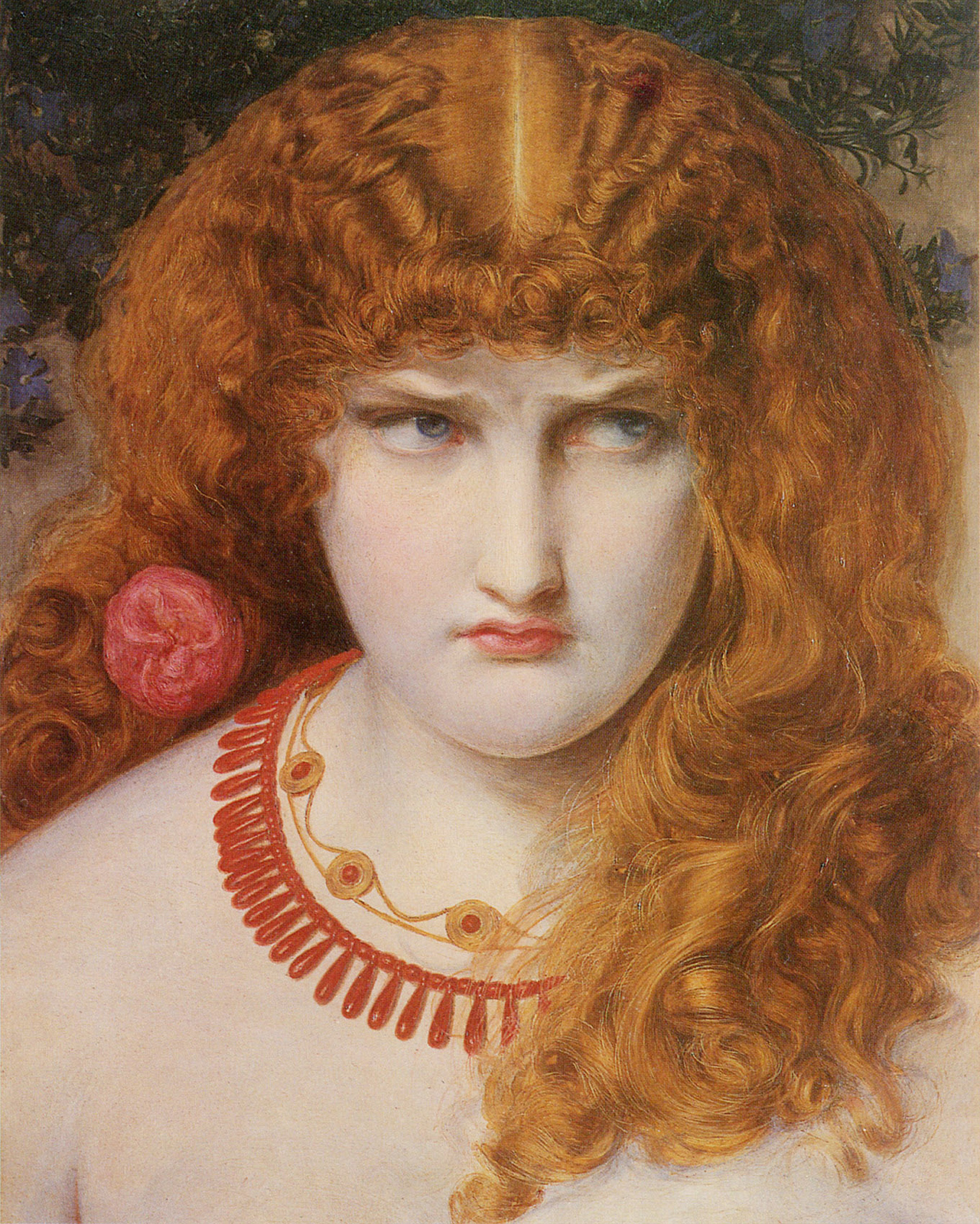
Helena de Troia, 1867.